# La vuelta al mundo de Willy Fog (álbum)
La vuelta al mundo de Willy Fog es el decimoquinto disco del grupo vocal español Mocedades, grabado en 1984. Sirvió como banda sonora a la serie de dibujos animados La vuelta al mundo de Willy Fog. Es el último disco de estudio de Mocedades con la formación de "Los 6 Históricos".

## Canciones
1. "La vuelta al mundo de Willy Fog"  (3:15)
2. "Hay que viajar"  (2:37)
3. "Dix y Transfer"  (2:30)
4. "Romy"  (2:57)
5. "América, América"  (2:49)
6. "La vuelta al mundo de Willy Fog" (cantan Romy y Willy Fog - Tico y Rigodón) (3:18)
7. "Rigodón" (Sílbame)  (3:10)
8. "Dar la vuelta al mundo"  (7:36)

- Datos: Q5968524